# Herbstadt
Herbstadt – miejscowość i gmina w Niemczech, w kraju związkowym Bawaria, w rejencji Dolna Frankonia, w regionie Main-Rhön, w powiecie Rhön-Grabfeld, wchodzi w skład wspólnoty administracyjnej Bad Königshofen im Grabfeld. Leży w Grabfeldzie, około 21 km na wschód od Bad Neustadt an der Saale, przy granicy z Turyngią.

## Dzielnice
W skład gminy wchodzą trzy dzielnice: Breitensee, Herbstadt i Ottelmannshausen..

## Demografia
| Rok  | Liczba mieszk. |
| ---- | -------------- |
| 1970 | 862            |
| 1987 | 676            |
| 2000 | 708            |
| 2005 | 662            |

## Oświata
(na 1999)

W gminie znajduje się 25 miejsc przedszkolnych (z 27 dziećmi).